# اس‌اس‌تی‌ای‌آر

طرح کلی یک رآکتور اس اس تی ای آر

اس اس تی ای آر(به انگلیسی: SSTAR) که مخفف کلمات (به انگلیسی: Small, sealed, transportable, autonomous reactor) است یک نوع رآکتور هسته‌ای است که نخستین بار در ایالات متحده آمریکا و در آزمایشگاه ملی لارنس لیورمور طراحی گردید. این رآکتور یک رآکتور تولیدکننده است که با سوخت اورانیوم-۲۳۵ حاوی اورانیوم-۲۳۸ سوخت گیری می‌شود.